# مسگار دکورنخا
مسگار د کرنخا دهستانی در استان آبیلای اسپانیا است.
در این دهستان ۱۱۳ نفر زندگی می‌کنند. مساحت این دهستان ۱۰٫۲۵ کیلومتر مربع است.